# Bananadine

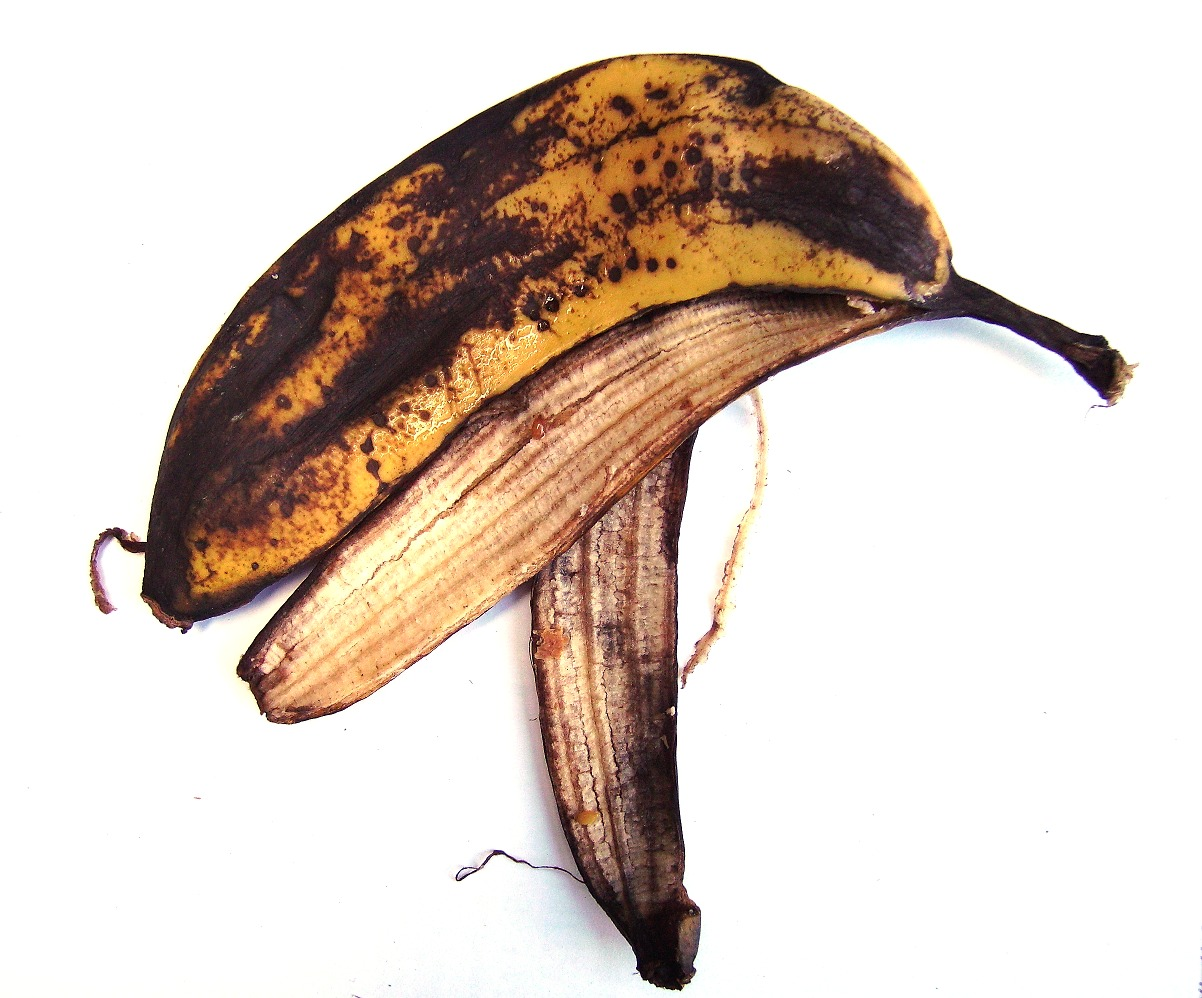
Une peau de banane.

La bananadine est une substance psychotrope de fiction, prétendument extraite des peaux de bananes.
C'est un canular qui prit la forme d'une recette pour son « extraction » à partir de peau de banane dans un article initialement publié en mars 1967 dans Berkeley Barb, un magazine américain de la presse underground des années 1960 et 1970,.
Il semblerait que la Food and Drugs Administration (FDA) — ayant pris le canular au sérieux et inquiète de l'existence possible de la bananadine dans la peau des bananes — aurait, au début des années 1970, testé la recette d'extraction, et, après des premiers résultats négatifs , des analyses poussées aurait plus tard (1996) mis en lumière la présence réelle d'un alcaloïde (tryptophane), mais en quantités tellement infinitésimale qu'il aurait fallu des containers entiers de peaux de bananes pour obtenir une dose « efficace »,.
A contrario, dès novembre 1967, des chercheurs de l'université de New York ont publié que leurs analyses n'avaient montré aucune trace de psychotropes et que tout impression ressentie était purement psychologique.